# تيري ج. فون
تيري ج. فون (بالإنجليزية: Terri J. Vaughn)‏ هي ممثلة أمريكية، ولدت في 16 أكتوبر 1969 بسان فرانسيسكو في الولايات المتحدة.

## وصلات خارجية
- تيري ج. فون على موقع IMDb (الإنجليزية)
- تيري ج. فون على موقع إن إن دي بي (الإنجليزية)
- تيري ج. فون على موقع قاعدة بيانات الفيلم (الإنجليزية)